# Liste der Monuments historiques in Les Aix-d’Angillon
Die Liste der Monuments historiques in Les Aix-d’Angillon führt die Monuments historiques in der französischen Gemeinde Les Aix-d’Angillon auf.

## Liste der Bauwerke
| Bezeichnung       | Beschreibung              | Standort                 | Kennzeichnung | Schutzstatus | Datum | Bild           |
| ----------------- | ------------------------- | ------------------------ | ------------- | ------------ | ----- | -------------- |
| Kirche St-Germain | Erbaut im 12. Jahrhundert | Place de l’Église (Lage) | PA00096628    | Classé       | 1862  | weitere Bilder |

## Liste der Objekte

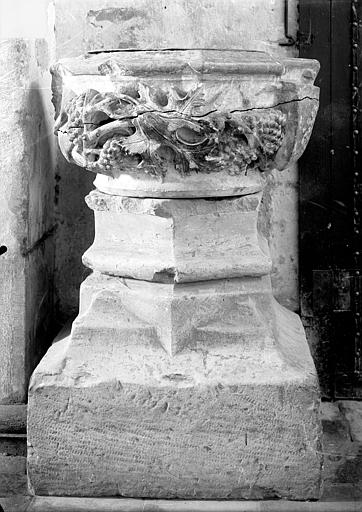
Weihwasserbecken in der Kirche St-Germain

- Monuments historiques (Objekte) in Les Aix-d’Angillon in der Base Palissy des französischen Kultusministeriums